# Italijanska vojna (1526–1529)
Italijanska vojna je potekala med letoma 1526 in 1529. S to vojno je bila Francija ponovno izgnana iz Italije.

## Bitke
- bitka za Rim (1527)
- bitka pri Landrianu (1529)